# Psychoda pulchrima
Psychoda pulchrima är en tvåvingeart som beskrevs av Satchell 1954. Psychoda pulchrima ingår i släktet Psychoda och familjen fjärilsmyggor. Inga underarter finns listade i Catalogue of Life.